# Lodger (groupe)
Pour les articles homonymes, voir Lodger.
Lodger est un groupe finlandais de rock indépendant, originaire de Helsinki et Tampere. Il est formé par Teemu Merilä en 2002. Bien que peu connu hors de Finlande, le groupe peut s'attribuer une certaine notoriété sur Internet grâce à la popularité de leurs clips musicaux en flash.

## Biographie
À la fin de la mi-2002, le chanteur Teemu Merilä forme Lodger, recrutant Jyri Riikonen aux claviers, Hannes Häyhä à la basse, Antti Laari à la batterie, et Richard Anderson à la guitare. En été 2003, le groupe enregistre une démo auto-produite Hi-Fi High Lights Down Low. Peu après, Häyhä lance la vidéo flash de Doorsteps. Cette année, Doorsteps remporte le prix de « meilleure vidéo flash » au Bradford Animation Festival, et à l'Oulu Music Video Festival. En 2004, Anderson revient en Grande-Bretagne et est remplacé par le guitariste Panu Riikonen. Hi-Fi High est publié en Finlande la réponse publique est positive - le premier album de Lodger devient le mieux vendu à Stupido (un disquaire finlandais) en 2004.
En 2007, Lodger termine son deuxième album, How Vulgar. How Vulgar est publié en Finlande, Allemagne, Suisse et en Autriche, le 17 mars 2007. Après près d'un an de silence, d'été 2007 jusqu'au printemps 2008, Lodger publie trois nouvelles chansons sur son site web. Leur troisième album, Honeymoon is Over, est publié le 19 novembre 2008. En juin 2009, Lodger indique sur Twitter le titre de son prochain album, Sunday of a Male Shouvinist. Cependant, en février 2012, le groupe annonce un nouveau titre, Low Blue Flame, en téléchargement libre.

## Style musical
Les paroles de leurs chansons sont souvent cyniques et nihilistes, comme peuvent le laisser transparaître les titres de certaines de leurs chansons, comme I Love Death, qui décrit les différentes formes de servitude subies par l'homme « normal » tout au long de sa vie, ou God Has Rejected the Western World, qui met en exergue la superficialité de la société occidentale. Leur attitude répréhensible est particulièrement apparente dans les clips de leurs chansons, qui exposent souvent des scènes incluant tabagisme, alcoolisme, masturbation, viol et mort.

## Membres

### Membres actuels
- Teemu Merilä - paroles, chant, guitare (depuis 2002)
- Hannes Häyhä - réalisation des clips flash, paroles, basse (depuis 2002)
- Panu Riikonen - guitare, chant (depuis 2004)
- J. Viljanen -  batterie (depuis 2008)

### Anciens membres
- Jany Riikonen - claviers (2002-2008)
- Antti Laari - batterie (2002-2008)
- Richard Anderson - guitare (2002-2004)

## Clips
- Doorsteps (remporte le titre de best flash au BAF 2003, le Kultapumpeli / Golden Pumpeli (accompagné des 2500€ offert par Kaleva Newspaper) ainsi que le Kansanpumpeli / People's Pumpeli du Kotimainen kilpailu / Finnish Music Video Contest à l'OMVF[4],[5]
- I Love Death[6]
- God Has Rejected the Western World
- 24h Candy Machine
- Floozy with an Uzi (Live Version from single How Vulgar)
- Satan
- Go